# Puša
Puša je strojni element praviloma v obliki votlega valja (cevi), ki je namenjena prilagajanju dveh valjastih elementov. Skozi notranjost puše se drug strojni element bodisi vrti ali giblje v osni smeri. Puša prispeva k delovanju stroja zaradi posebne izbire gradiva ali kot element, ki ga po obrabi zamenjamo. 
Ležajna puša je sestavni del drsnega ležaja. Ležajna puša je vstavljena v ohišje ležaja, na notranji strani pa drsi os ali gred. Izbira materialov bo največkrat naslednja: ohišje je iz gradiva, ki ima primerno trdnost (nosilnost), puša je iz mehkega materiala, ki ima tudi dobre drsne lastnosti, ali je celo samo-mazalen, os oziroma gred pa bo iz tršega materiala. Zaradi razlike trdote med gredjo in pušo se bo bolj obrabljala zamenljiva in cenejša puša.
Značilen primer je tudi puša v valju batnega stroja. Po obrabi puše ali bata zamenjamo pušo, morda tudi s spremenjenimi dimenzijami. Z zamenjavo puše se izognemo zamenjavi celotnega bloka motorja, če gre za batni motor.